# Rejon uwarowicki
Rejon uwarowicki – jednostka administracyjna istniejąca na Białorusi w latach 1926–1962 w ramach okręgu i obwodu homelskiego.

## Historia
Rejon został powołany do życia w 1926 jako część okręgu homelskiego. Składał się z 39 sielsowietów. W 1938 wszedł w skład obwodu homelskiego. W 1962 dokonano jego likwidacji dzieląc terytorium pomiędzy rejony: homelski i budzki.
Stolicą rejonu były Uwarowicze.